# Annales de Terre Sainte

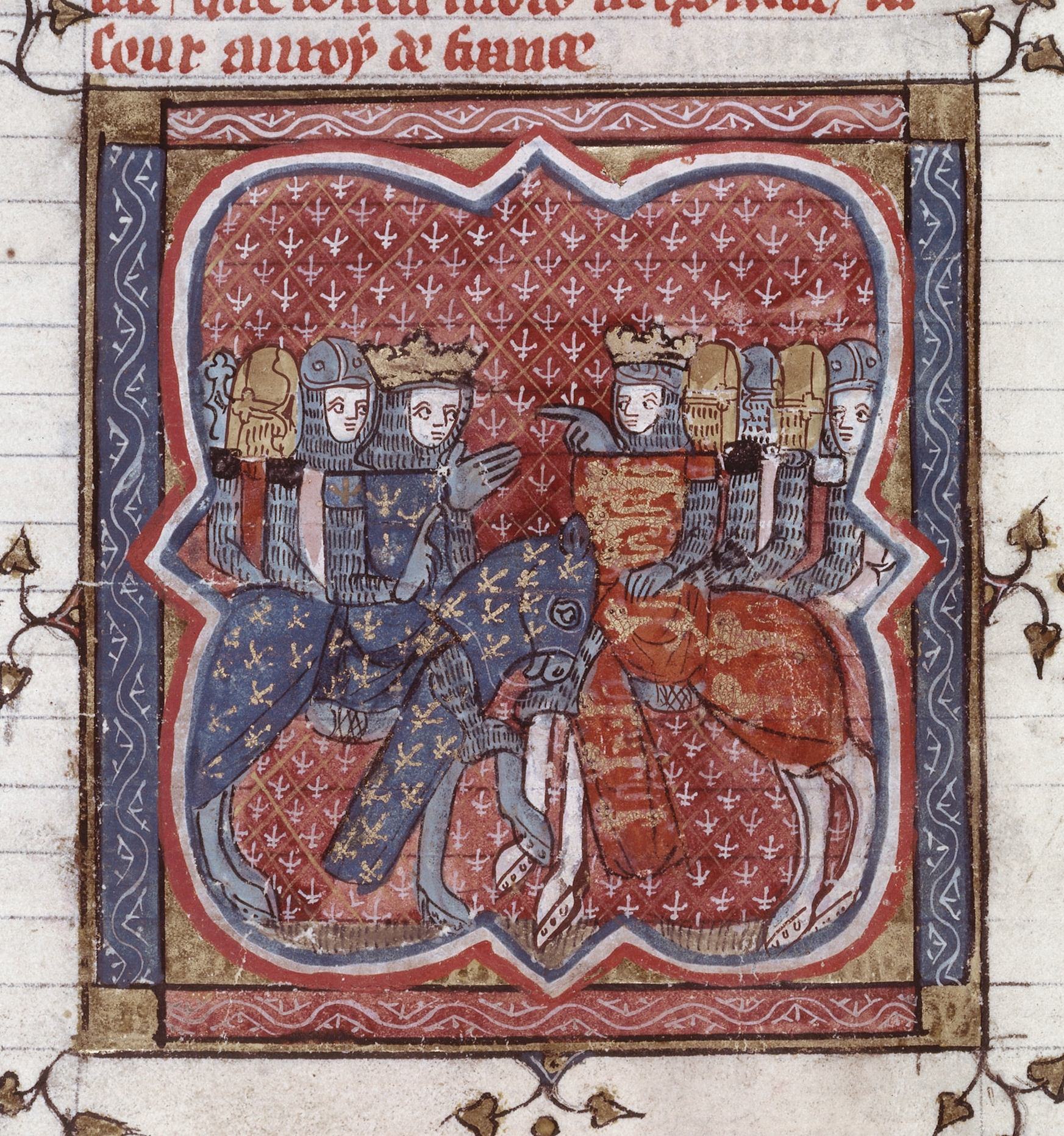
IIIe croisade : Rencontre de Philippe Auguste et Richard Coeur de Lion. Miniature issue de Guillaume de Tyr, Les Histoires d'Outremer.

Les Annales de Terre Sainte sont un recueil d'épisodes couvrant la période des Croisades de 1095 à 1291. Ces annales décrivent année par année les événements notables survenus en Terre sainte, du Concile de Clermont à la prise d'Acre par les Sarrasins. 
D'abord écrit en ancien français, le recueil a reçu un certain succès qui a justifié sa traduction en latin et en espagnol. L'ouvrage, qui se veut assez exhaustif, contient force détails inconnus par ailleurs, ce qui a justifié qu'il serve de base à d'autres chroniques, notamment les Gestes des Chiprois.
Le texte français nous est parvenu par trois manuscrits de la fin du XIIIe siècle, dont un, le plus complet, est conservé à Florence, à la Bibliothèque Laurentienne. Les deux autres sont conservés à Paris, à la BNF.